# 中村家住宅（旧足立家住宅）
中村家住宅（旧足立家住宅）（なかむらけじゅうたく きゅうあだちけじゅうたく）は、奈良県奈良市高畑町にある歴史的建築物である。
2000年に主屋および塀が隣接する志賀直哉旧居の主屋、表門、塀と共に国の登録有形文化財として登録されている。1919年（大正8年）に洋画家足立源一郎の設計により自邸として建てられた。木造2階建。1928年(昭和3年)に洋画家中村義夫が購入し、庭でオープンテラスカフェ「たかばたけ茶論」が営業される。

## 周辺
- 志賀直哉旧居

## 参考資料
- 中村家住宅（旧足立家住宅）主屋 登録有形文化財（建造物） 国指定文化財等データーベース - 文化庁
- 中村家住宅（旧足立家住宅）塀 登録有形文化財（建造物） 国指定文化財等データーベース - 文化庁
- 【たかばたけ茶論】アクセス・営業時間・料金情報 - 奈良 - じゃらんnet
- たかばたけ茶論 | Nara-shi Nara - Facebook
- 夏期特別講座「奈良、高畑に佇んで」を開催 | ニュース＆トピックス 学校法人奈良学園
- 奈良学園セミナーハウス志賀直哉旧居　＞　志賀直哉旧居について